# Streaking

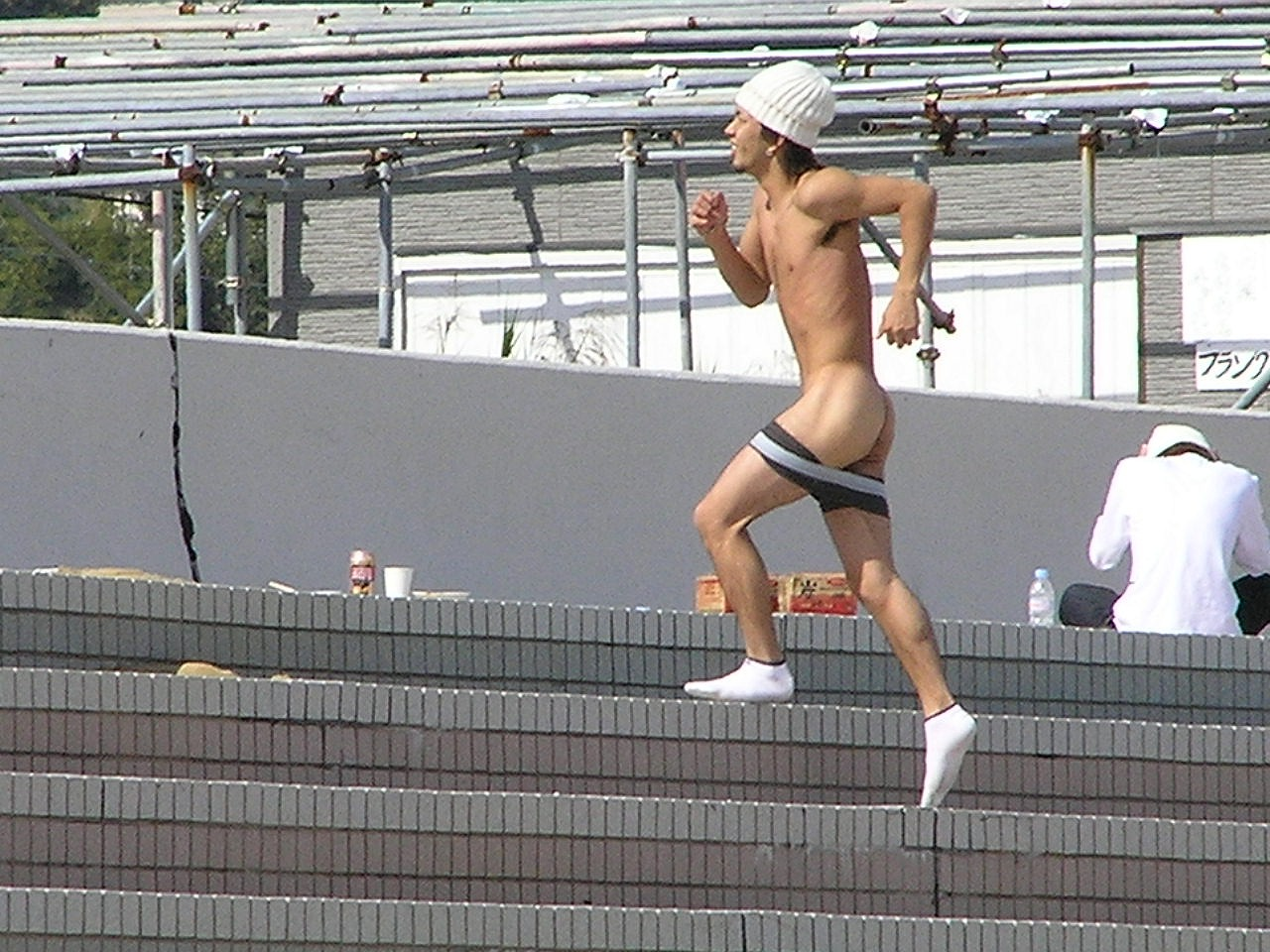
Japansk streakare

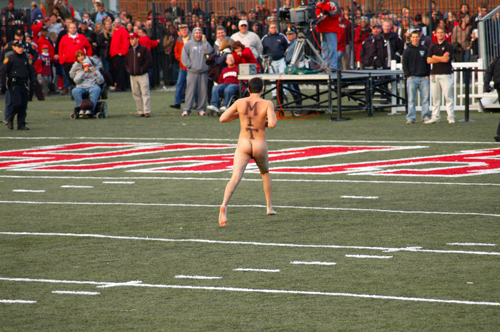
En streaker 2006 på Yale-Harvard spel i Cambridge, Massachusetts

Streaking, även kallat nakenchock eller nakenprotest,  innebär att man utan förvarning klär av sig kläderna och springer naken rakt in på allmänna evenemang, till exempel sportevenemang, bröllop eller begravningsgudstjänst. Att utföra streaking kallas att streaka och den som gör det är en streakare.
Ordet härstammar från engelskan, där det i sin moderna betydelse finns bevarat sedan 1973. Innan dess har verbet streak på engelska sedan 1768 betytt att "kvickt rusa, springa i full hastighet", och var en omstavning av streek: "gå kvickt" (cirka 1380); ursprungligen en variant av nordlig medelengelskas variant av stretch (cirka 1250).
Fenomenet var ofta förekommande på 1970-talet, men har även upprepats på senare tid, till exempel i Göteborg i Sverige den 19 maj 2004 vid UEFA-cupfinalen i fotboll för herrar och vid svenska mästerskapsfinalen i bandy för herrar i Uppsala i Sverige den 19 mars 2006.
Om en person inte springer naken men vänder sig mot publiken och visar sin nakna rumpa, så kallas det i stället att moona.